# Japke-d. Bouma
Japke-d. (Doutzen) Bouma (Arnhem, 4 februari 1970) is een Nederlands schrijver, journalist en columnist.

## Opleiding
Bouma is geboren in Arnhem, als dochter van Gronings-Friese ouders. Ze studeerde economie in Groningen, en volgde de postdoctorale opleiding dagbladjournalistiek aan de Erasmus Universiteit in Rotterdam.

## Carrière
Na haar studietijd was Bouma copywriter en werkte ze als verslaggever bij de Volkskrant. In 1997 kwam ze bij NRC. Daar schreef ze over media, de Nederlandse Spoorwegen, demografie en onderwijs en in de jaren daarna werkte ze als eindredacteur. 
Sinds 2012 schrijft ze wekelijks columns over hoe te overleven op kantoor, over jargon, taal en hoe er over vrouwen en mannen wordt gedacht. Deze columns werden gebundeld in meerdere boeken. 
Bouma werkt ook mee aan de podcast Geld of je leven van de EO en NPO Radio 1 en had een eigen NRC-podcast Japke-d. denkt mee.

## Bestseller 60
| Boeken met noteringen in de Nederlandse Bestseller 60 | Jaar van verschijnen | Datum van binnenkomst | Hoogste positie | Aantal weken | Opmerkingen |
| ----------------------------------------------------- | -------------------- | --------------------- | --------------- | ------------ | ----------- |
| Uitrollen is het nieuwe doorpakken                    | 2016                 | 12-10-2016            | 31              | 5            |             |
| Ga lekker zelf in je kracht staan                     | 2017                 | 18-10-2017            | 10              | 21           |             |
| Werken doe je maar thuis                              | 2018                 | 22-08-2018            | 42              | 3            |             |
| Mag ik even iets tegen je aanhouden?                  | 2018                 | 24-10-2018            | 32              | 4            |             |
| Hoe vind je zelf dat het gaat?                        | 2020                 | 21-10-2020            | 32              | 4            |             |
| De 19 dingen die je nooit met collega's moet doen     | 2021                 | 27-10-2021            | 39              | 1            |             |
| #lovemyjob                                            | 2023                 | 18-10-2023            | 28              | 2            |             |
| Wanneer ben je officieel een ouwe zak?                | 2024                 | 23-10-2024            | 4               | 5            |             |

- Nederlandse Thesaurus van Auteursnamen: 231598335
- Virtual International Authority File: 285043553